# Jesper
Jesper er et drengenavn, en dansk afledning af det tyske navn Jaspar med samme oprindelse som Kasper, se dette.
I 1960-80’erne var Jesper et modenavn i Danmark, men faldt derefter i popularitet.

## Kendte personer med navnet
- Jesper Asholt, dansk skuespiller.
- Jesper Bank, dansk sejlsportsmand.
- Jesper Christensen, dansk skuespiller.
- Jesper Christiansen, dansk fodboldspiller (målmand).
- Jesper Ewald, dansk forfatter og journalist.
- Jesper Grønkjær, dansk fodboldspiller.
- Jesper Jensen, dansk forfatter.
- Jesper Juhl, dansk stand-up komiker.
- Jesper Klein, dansk skuespiller.
- Jesper Langballe, dansk præst og politiker.
- Jesper Langberg, dansk skuespiller.
- Jesper Lohmann, dansk skuespiller.
- Jesper Skibby, dansk cykelrytter.
- Jesper Steinmetz, dansk studievært og korrespondent.
- Jesper Theilgaard, dansk meteorolog.
- Jesper Tvede, dansk arkitekt.
- Jesper Olsen, dansk fodboldspiller
- Jesper Zuschlag, dansk skuespiller

## Navnet anvendt i fiktion
- Jesper er navnet på en af de tre røvere i Folk og røvere i Kardemomme by af Thorbjørn Egner.
- Jesper Fårekylling er navnet på en figur i Pinocchio af Carlo Collodi.